# 常元慶
常元慶（1452年—1502年），字宗善，號松菴，陝西西安府乾州人，民籍，明朝政治人物。

## 生平
成化十三年（1477年）丁酉科陝西鄉試第七名舉人。弘治三年（1490年）中式庚戌科會試第五十二名，三甲第一百零七名進士。授行人，九年六月行取都察院理刑，丁憂歸。服闋，十二年正月實授山西道監察御史，十五年奉命清軍京畿，至真定罹患风疾，归卧京邸，数月卒，享年五十一。

## 家族
曾祖常允中；祖父常伯通；父常翥，貢士，官新樂、永年縣教諭。母閻氏；繼母朱氏。慈侍下。